# Павло Полуботок (срібна монета)
«Павло́ Полубо́ток» — срібна пам'ятна монета номіналом 10 гривень, випущена Національним банком України, присвячена наказному гетьману Лівобережної України Павлу Полуботку (бл. 1660—1724 рр.), який стояв на чолі верхівки української старшини та виступав проти обмеження автономії України, за відновлення гетьманства та ліквідацію Малоросійської колегії. За організацію опозиційної діяльності був ув'язнений у Петропавлівській фортеці, де й помер. Похований у Петербурзі.
Монету введено в обіг 29 січня 2003 року. Вона належить до серії «Герої козацької доби».

## Опис монети та характеристики
| Номінал грн. | Метал            | Маса, г      | Діаметр, мм | Якість виготовлення | Гурт     | Тираж, штук |
| ------------ | ---------------- | ------------ | ----------- | ------------------- | -------- | ----------- |
| 10           | срібло 925 проби | 31,1 / 33,62 | 38,6        | пруф                | рифлений | 3 000       |

### Аверс
На аверсі монети зображена одна для всієї серії композиція, що відображає національну ідею Соборності України: з обох боків малого Державного герба України розміщені фігури архістратига Михаїла і коронованого лева — герби міст Києва та Львова. Навколо зображення розміщені стилізовані написи, розділені бароковим орнаментом: «УКРАЇНА», «10 ГРИВЕНЬ», «2003», позначення та проба металу — Ag 925 і його вага у чистоті — 31,1.

### Реверс

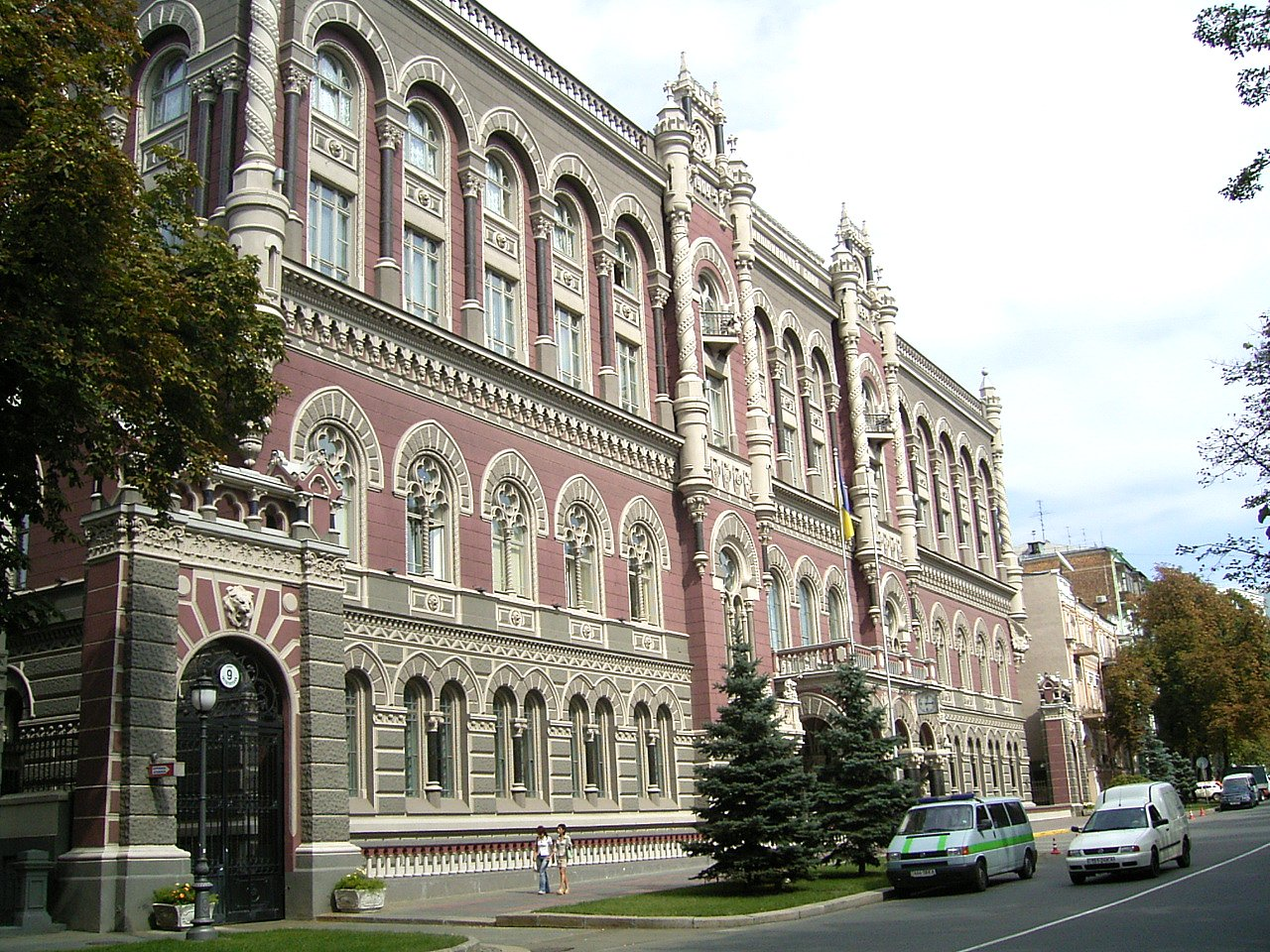
Будівля Національного банку України

На реверсі монети в намистовому колі в центрі зображено поясний портрет Павла Полуботка, праворуч — герб Полуботка. Між зовнішнім кантом монети і намистовим колом угорі розміщено стилізований напис «ПАВЛО ПОЛУБОТОК», унизу — роки життя «1660—1724».

## Автори
- Художник — Івахненко Олександр.
- Скульптори: Новаковськи Анджей, Дем'яненко Володимир.

## Вартість монети
Ціна монети — 575 гривень була вказана на сайті Національного банку України в 2012 році.
Фактична приблизна вартість монети, з роками змінювалася так:
| Рік        | 2010  | 2011  | 2012  | 2013  | 2014  | 2015  | 2016  | 2017  | 2018  | 2019  | 2020  | 2021  | 2022  | 2023  | 2024  | 2025  |
| ---------- | ----- | ----- | ----- | ----- | ----- | ----- | ----- | ----- | ----- | ----- | ----- | ----- | ----- | ----- | ----- | ----- |
| Ціна, грн. | 1 600 | 1 600 | 1 600 | 1 600 | 1 250 | 2 000 | 1 800 | 2 000 | 2 300 | 1 750 | 1 700 | 1 900 | 2 000 | 3 500 | 6 600 | 6 700 |